# Calycera horrida
Calycera horrida är en calyceraväxtart som beskrevs av Cristóbal Mariá Hicken. Calycera horrida ingår i släktet Calycera och familjen calyceraväxter. Inga underarter finns listade i Catalogue of Life.